# サイミン

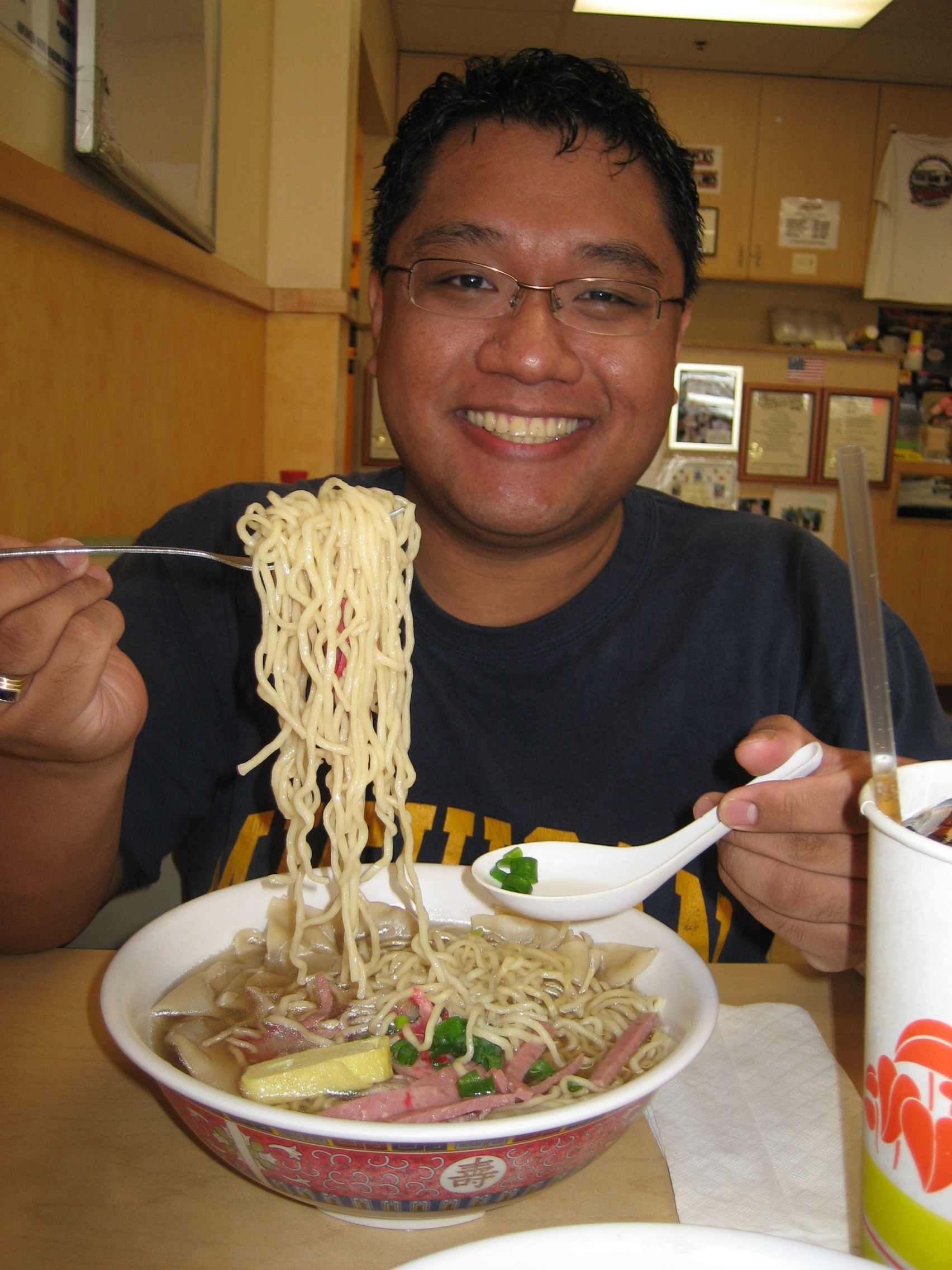
サイミン

サイミン（saimin）は、ハワイ発祥のラーメンによく似た麺料理。また、それに用いられる麺。

## 歴史
サイミンの起源についてはよくわかっていないが、20世紀初頭のプランテーション時代に、外国人移民、特に日本人労働者たちの間で手軽な軽食として発展してきたことは確かである。中華麺そのものは中国人移民が伝えたものであるが、その後日本をはじめとする他の国々の食文化や嗜好が影響し合って現在の形になったものと考えられている。
語源についてもまったく不明で、中国語説、日本語説、琉球語説、ハワイ語説などさまざまであるが、現在ではハワイで発生したピジン言語のひとつとして分類されている。広東語で読むと字音がぴったり合う「細麺（sai3 min6）」という漢字が当てられることがあるが、広東語の「細」は「細い」でなく「小さい」という意味である。北京語であれば「細い麺」という意味にはなるが音がシーミエン（xìmiàn）で合わない。「ミン」の部分については、広東語の「麺（min6） 、英語 mein /miːn/」であるという説が有力である。いずれにしても、1920年代には既にSAIMINという表記が確認されており、ハワイの移民たちの間ではかなり早い時期からサイミンという呼称が定着していたのは間違いないところである。
現在のサイミンのスタイルは日本人およびその子孫である日系人の手によって確立され、サイミン・スタンドと呼ばれる専門店の大半は現在も日系人によって運営されている。そのため日本発祥の食べ物であると理解されることも多いが、日系移民が中国人の助けを得て作ったとも言われ、起源が中国、日本、現地のいずれなのかについては議論がある。中国人には日本発祥だと、日本人には中国から伝わったと主張される。しかし、地場化した料理はその土地の文化であり（郷土料理）、起源を問うのは（学術的意味を除いて）ナンセンスと言う考え方もある。
今日では伝統的なサイミン以外にも、タイのバミーやベトナム風の中華麺、また時として日本式のラーメンやインスタントラーメンまでもがサイミンと呼ばれることがあり、さらにはフライド・サイミン（焼きそば）や冷やしサイミンといった展開もみられることから、中華風の麺を用いた麺料理全般を指すと解釈される場合もある。

## 特徴

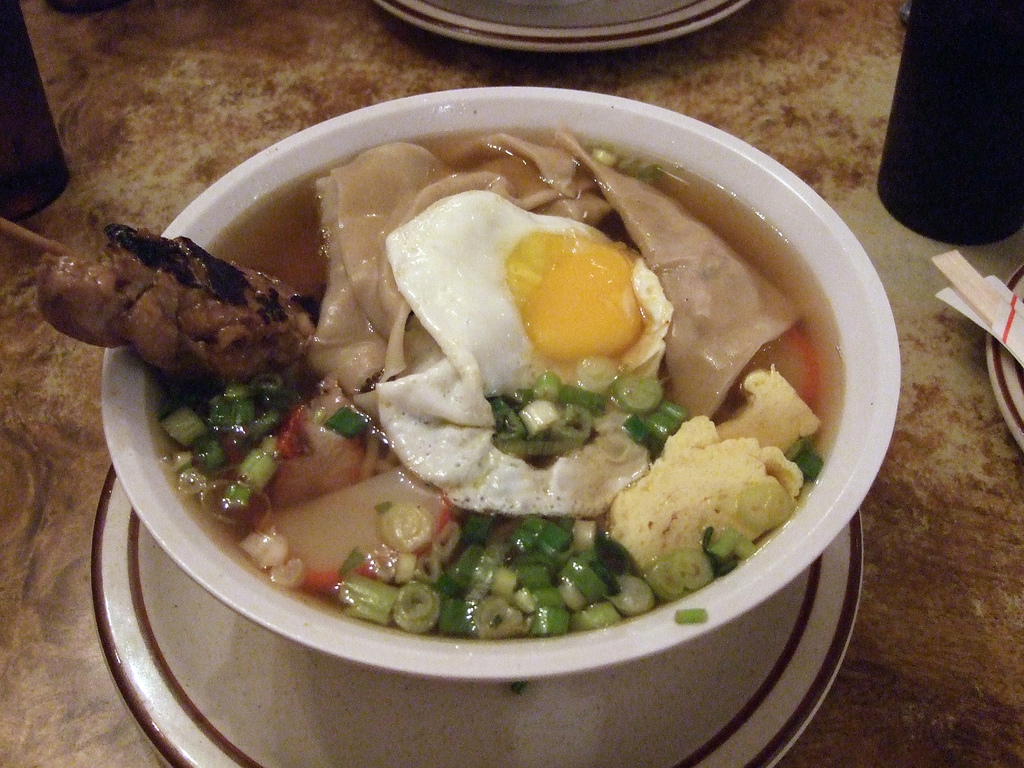

### 麺
かんすいを使用した中華麺であり、太さや食感は店舗によって異なる。
生麺の他、乾麺、冷凍麺、インスタント麺の形もとる。

### スープ
伝統的なサイミンの特徴は、ダシの材料としてエビを使用するところにある。このため古くから存在する店のいくつかでは、現在もかなり癖の強いエビ風味のスープが用いられるが、大半の店では臭みの出にくい干しエビを使い、鰹節や昆布などを合わせた優しい和風味となっていることが多い。また、醤油はあまり大量には用いられず、色が薄く透き通った関西風の中華そば（黄そば）に近い仕上がりである。いずれにも共通する点として、原則として鳥獣肉を使用しないためにスープにはほとんど脂が浮かず、うどんのつゆのようなあっさりとした味わいとなっていることが現代日本のラーメンとは大きく異なる点である。

### 具材
基本となるトッピングは、小口切りの青ネギに周囲の赤いなると巻き、それに赤く着色された中国式の叉焼で、なるとや叉焼はしばしば細切りで供される。叉焼はSPAMなどで代用されることもある。バリエーションは店によって多彩で、白菜などの野菜やゆで卵、ワンタン、各種の肉類などがこれに加えられるが、ラーメンとは異なり支那竹やもやしが入ることはない。逆に油揚げや天ぷら、錦糸卵、焼き海苔といった純和風の具材が用いられる例もある。また、伝統的なサイミンとは異なるが、店主の出自によってはキムチやコリアンダーなど民族色豊かな具材が追加されることもある。

### 食べ方
箸またはフォークを用いて食べる。ほとんどの場合レンゲが添えられるが、日本式に麺をすすって食べても咎められることはない。ただし、丼に直接口をつけてスープを飲むことはあまり行われないようである。薬味として胡椒や唐辛子を用いることもあるが、多くの店では小皿が用意されており、ここに醤油と練り辛子を溶いて麺や具をつけて食べるのがハワイ流の食べ方である。サイミン専門店の多くではstickと呼ばれる焼き鳥状の細い串に刺したバーベキューや、いなり寿司、おむすび、ハンバーガーなどのサイドディッシュも用意されており、ハワイの人たちはサイミンをスープ代わりにこれらの食事を楽しんでいる。

## 提供場所

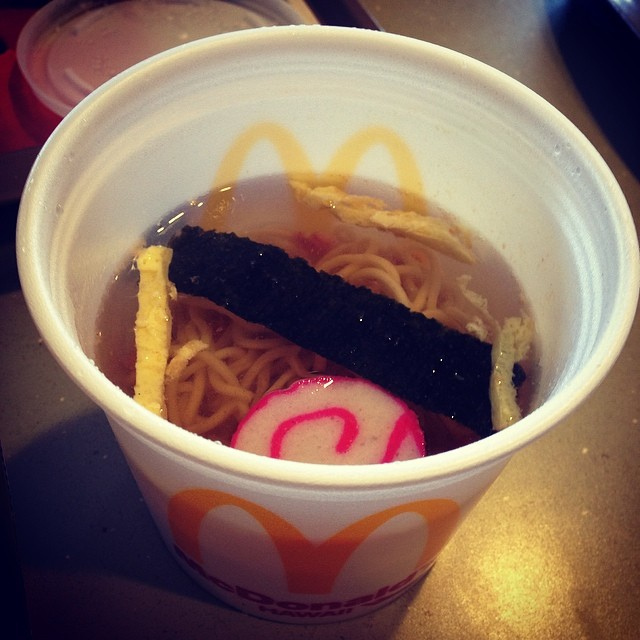
マクドナルドのサイミン

### 飲食店
サイミンは完全なハワイのローカルフードであるため、観光客の大半が宿泊するワイキキ周辺にはサイミンを供する店はほとんど存在しない。ハワイ州各地に点在する20軒程度の専門店以外では、主に日系人の経営する小規模な食堂や、オカズヤと呼ばれる惣菜弁当店、地元住民が利用するドライブインレストランなどで提供されている。また、マクドナルドなどのファストフード店やプレートランチ屋のメニューに加えられていることもあるが、その多くは既製のゆで麺と粉末スープを用いたものである。

### インスタントサイミン
麺とスープがセットとなったいわゆる袋麺タイプのサイミンは製造されていないが、スーパーマーケットでは食材として乾麺のサイミンやサイミンスープの素などを扱っている。また、コンビニエンスストアなどでは生麺を用いたカップ入りのサイミンも販売されている。